# Gregor von Waldek
Gregor von Waldek (auch: Gregor von Waldeck, tschechisch: Řehoř Zajíc z Valdeka; * um 1235; † 6. September 1301 vermutlich in Prag) war Bischof von Prag.

## Werdegang
Gregor war seit etwa 1270 Scholaster des Prager Domkapitels, dessen Kapitelschule zu dieser Zeit eine Blütezeit erlebte. Seit 1277 bekleidete er das Amt des Domdechanten und führte in dieser Position 1278 die Verhandlungen über die päpstliche Bestätigung und die Bischofsweihe des Bischofs Tobias von Bechyně. Erst am 8. März 1282 wurde Gregor durch Bischof Bechyně zum Priester geweiht.

## Bischof von Prag
Auf Vorschlag des Propstes Johann von Sadská wählte das Prager Domkapitel 1296 Gregor von Waldek zum Nachfolger des verstorbenen Bischofs Bechyně. Im Auftrag des Mainzer Bischofs Gerhard von Eppstein, zu dessen Kirchenprovinz Böhmen und Mähren gehörten, überbrachte der Olmützer Bischofs Theoderich von Neuhaus die päpstliche Bestätigung und nahm auch die Bischofsweihe vor.
Aus Gregors Amtszeit sind zahlreiche Urkunden erhalten. Er nahm an der Krönung des Königs Wenzel II. teil und war bei der anschließenden Grundsteinlegung der Königsaaler Klosterkirche anwesend. Für seine Amtszeit ist erstmals ein ständiger Offizial für Gerichtsangelegenheiten belegt. Nach seinem Tod wurde er im Veitsdom beigesetzt.